# Atoyac, Veracruz
Atoyac là một đô thị thuộc bang Veracruz, México. Năm 2005, dân số của đô thị này là 21530 người.